# Geschichte der Psychiatrie
Die Geschichte der Psychiatrie befasst sich mit der historischen Entwicklung des wissenschaftlichen, gesellschaftlichen und medizinischen Umgangs mit geistig-seelischen Erkrankungen. Die Psychiatriegeschichte kann in drei große Epochen gegliedert werden. Vom Altertum bis zum Ende des 18. Jahrhunderts dominierte die Beschreibung und Behandlung des Wahnsinns. Psychiatriegeschichte im engeren Sinn beginnt mit der Aufklärung im 18. Jahrhundert, als Bemühungen zur systematischen Versorgung der Kranken einsetzen. Seit dem Ende des 19. Jahrhunderts hat sich die Psychiatrie zur akademischen Wissenschaft entwickelt.

## Psychiatriegeschichte als Wissenschaftsgeschichte
Die Darstellung der Geschichte der Psychiatrie kann aus verschiedener Sicht erfolgen: Sie ist Teil der Medizingeschichte, aber ebenso der Psychologiegeschichte, wobei die Geschichte der Psychoanalyse ab dem Ende des 19. Jahrhunderts eine besondere Rolle spielt. Hinzu kommt die Geschichte der Psychiatrie-Kritik, etwa durch Michel Foucault, aber ebenso die Geschichte der Antipsychiatrie und der feministischen Psychiatriekritik.
Zudem ergeben sich einzubeziehende Berührungspunkte mit der Philosophie. Eine Darstellung der Geschichte der Psychiatrie ist oft subjektiv, denn der Psychiatrie liegen bestimmte Menschenbilder und Verhaltenserwartungen zugrunde, die von politischen und gesellschaftlichen Trends geprägt wurden. Auch das gesellschaftliche Verständnis und das Selbstverständnis der Behandler hinsichtlich ihrer Aufgabe schwankte extrem – vom Ziel, Problemfälle zu verwahren, über Versuche, zumindest Krankheitssymptome zu beeinflussen (um belastende Folgen für den Betroffenen und/oder sein Umfeld zu verringern, eine Arbeitsfähigkeit wiederherzustellen u. ä.) bis hin zum Anspruch auf eine Behandlung der Krankheitsursachen und die Heilung der Betroffenen – oder auch Einleitung gesellschaftlicher Veränderungen, z. B. im Rahmen von Gesetzgebungsverfahren, falls man glaubte, dort ansetzen zu können.
Hinzu kommt, dass sich die Zuordnung von Symptomen zu bestimmten Ursachen im Laufe der Zeit oft geändert hat, z. B. von religiösen Erklärungen (dämonische Besessenheit, Karma) über die vom Corpus Hippocraticum ausgehende und durch Galen erweiterte Humoralpathologie (Ungleichgewicht der Säfte) oder Stoffwechselstörungen im Gehirn zu psychologisierenden Ansätzen auf individueller (verdrängte Konflikte, ungünstige Annahmen über die Welt, komplexe Traumatisierung) oder kollektiver Ebene (gestörtes Familiensystem, kranke Gesellschaft). Somit war Psychiatrie nicht immer eindeutig als Fachgebiet der Medizin zuzuordnen. Die moderneren Theorien zur Krankheitsursache beeinflussten wesentlich den Einsatz spezifischer Behandlungsmaßnahmen. Die Wissenschaftsdisziplin, welche sich mit den Symptomen, Syndromen und Nosologien innerhalb der Psychiatrie befasst, ist die Psychopathologie.
Außerdem fallen viele der einst psychiatrisch behandelten Krankheitsbilder heute in andere medizinische Fachgebiete, und der Handlungsbedarf wird bei verschiedenen Phänomenen im Laufe der Zeiten unterschiedlich eingeschätzt.
Eine differenzierte Geschichte der Psychiatrie verbindet deswegen Medizingeschichte, Sozialgeschichte und Wissenschaftssoziologie, analysiert Zuschreibungen und versucht, soziologische und politische Zusammenhänge aufzuklären.
Zu den im 19. und 20. Jahrhundert wirkenden Forschern auf dem Gebiet der Psychiatriegeschichte gehören die Mediziner Theodor Kirchhoff, Erwin Heinz Ackerknecht und Klaus Dörner.

## Die Behandlung des Wahnsinns vom Altertum bis Ende des 18. Jahrhunderts
Psychiatrische Krankenanstalten sind bereits aus der Antike bekannt; das als Hauptheilmethode den Tempelschlaf (eine Form des Heilschlafs) anbietende Asklepieion bei Pergamon kann aus moderner Sicht als eine der ältesten psychosomatischen Kliniken angesehen werden.
Aus der Zeit des alten Roms sind zahlreiche Darstellungen von Krankheitsbildern überliefert, z. B. durch Cicero (Gespräche in Tusculum), Aulus Cornelius Celsus (ca. 30 n. Chr.), Soranos von Ephesos (ca. 100 n. Chr.) und Aretäus von Kappadozien (ca. 150 n. Chr.). Galenos erwähnte die Halluzination als Paraphrosyne und sah diese als Symptom von Psychosen an. Zu den römischen Behandlungsmethoden, die ausgehend von den Hippokratikern und Galen meist auf der Humoralpathologie beruhten, zählten Massagen, Aderlässe, Diäten, Schröpfen, die Gabe von Nieswurz und Ölumschläge am Kopf. Man versuchte den Verstand zu fördern, indem man kritische Texte lesen ließ und die Kranken befragte, bemühte sich um Aktivierung der Patienten durch Theaterspiele, Brettspiele oder auch Reisen. Manche Kranke wurden auch isoliert und in Räumen mit hochliegenden Fenstern untergebracht. Aulus Cornelius Celsus empfahl die Anwendung von Ketten.
Laut Jetter finden sich für den deutschsprachigen Raum die frühesten Berichte über Verwahrungsstätten für Geisteskranke, wobei es sich meist um abgetrennte Zellen gehandelt habe, im 14. Jahrhundert. Es wurde von hölzernen Narrenkäfigen, Tollkästen und Dorenkisten berichtet, so in Hamburg (1386), Braunschweig (1390 oder 1434) und Lübeck (1471). Auch das Heilig-Geist-Spital in Frankfurt am Main hatte 1477 besondere Räume für „Irre“.
Die ersten Spezialanstalten für Geisteskranke entstanden im 12. Jahrhundert, zum Beispiel in Damaskus, Kairo und Granada. Häufig wird von guter Pflege und Wohlwollen gegenüber den Patienten berichtet, es existierten aber auch reine Verwahrunghäuser, zum Beispiel das Frankfurter „Stocke“ oder die Lübecker Dorenkisten. Das berüchtigte Bethlehem Hospital in London („Bedlam“) wurde 1377 gegründet. Unruhige oder aggressive Irre wurden mitunter auch vor der Stadt in Holzkisten (sog. Tollkisten) gesteckt oder in die Stadttore gesperrt, so in Lübeck auf Anregung von Peter Monnik ab 1479.
Im späten Mittelalter änderte sich die Situation. Krankheitssymptome wurden als Wirken des Teufels interpretiert und manche Betroffenen wurden im Zusammenhang damit als Hexen oder Zauberer verfolgt. Vom 15. bis 17. Jahrhundert wurden tausende von Erkrankten gefoltert und verbrannt. Diesem Hexenwahn, insbesondere bezüglich psychisch Kranker, trat im 16. Jahrhundert erstmals der Arzt Johann Weyer mit seiner Schrift De praestigiis daemonum entgegen.
Im 17. und 18. Jahrhundert wurden Spitäler üblich, z. B. in Paris das „Hôpital général“, in England die „Workhouses“, in Deutschland die „Zuchthäuser“. Sie ähnelten eher Gefängnissen als Krankenhäusern. Die Patienten vegetierten dort angekettet. Jacques-René Tenon empfahl Ketten als therapeutisches Mittel. Sie waren zusammen mit Armen, Prostituierten, Landstreichern, Krüppeln und Straftätern (auch Gewaltverbrechern) untergebracht. Ärzte gab es nicht.
Die Wärter zwangen die Patienten mit harten Strafen zu jeder ihnen irgendwie möglichen körperlichen Arbeit und ließen sie ansonsten psychisch verwahrlosen. Auch Misshandlungen durch Mitpatienten waren die Regel. An manchen Orten wurden psychisch Kranke einem zahlenden Publikum vorgeführt, z. B. im 1784 gebauten „Narrenturm“ in Wien. Allerdings war dieser Bau, der mit einem Allgemeinkrankenhaus verbunden war, schon ein Schritt in Richtung der zunehmenden „Humanisierung“ der Behandlung.

## Die Anstaltspsychiatrie vom Ende des 18. bis Ende des 19. Jahrhunderts
Der sozialhistorische Hintergrund der modernen Anstaltspsychiatrie liegt in der modernen europäischen Bevölkerungsexplosion und der damit entstandenen sozialen Frage (Pauperismus). Schon im 17. Jahrhundert sahen immer mehr Ärzte Verhaltensstörungen als medizinisches Problem an und lieferten präzise Beschreibungen psychiatrischer Krankheitsbilder. Der schottische Arzt George Cheyne (1671–1743) stellte fest, dass etwa ein Drittel aller ärztlichen Patienten unter hysterischen, neurasthenischen und hypochondrischen Syndromen litten, welche er „Englische Krankheit“ (The English Malady) nannte. Georg Ernst Stahl (1659–1734) hob die Bedeutung der Seele bei somatischen Leiden hervor und unterschied bereits zwischen organischen („sympathischen“) und funktionellen („pathetischen“) Störungen. Es dauerte aber noch bis Ende des Jahrhunderts, bis sich eine klinische Psychiatrie entwickelte, die mit einer Versorgung in Anstalten verbunden war.
Zur Legende wurde dabei Philippe Pinel, der 1793 in der Bicêtre angeblich begann, die Kranken von ihren Ketten zu befreien. Ungeachtet des Wahrheitsgehaltes dieser Anekdote gilt er als wichtigster Mitbegründer der modernen Psychiatrie Frankreichs. Die „Befreiung der Kranken von ihren Ketten“ führten ferner Abraham Joly in Genf (1787), der Quäker William Tuke im englischen York (1796) und Johann Gottfried Langermann in Bayreuth (1804/1805) durch. Der britische Arzt John Conolly vertrat ab 1839 die Maxime des Verzichts auf jeden mechanischen Zwang (No restraint). Das um 1856 eingeführte „No-restraint-System“ der englischen Irrenpflege wurde von vielen Ärzten als vorbildlich angesehen.
Die Mediziner rechtfertigen ihre Bemühungen um die vorher nur weggesperrten Geisteskranken mit der Überzeugung, dass die Symptome somatisch bedingt (z. B. durch Verletzung oder organische Erkrankung) und deswegen heilbar seien. Pinel entwickelte eine Systematik der Krankheiten und vertrat einen therapeutischen Optimismus. Er rechnete bei Manien und Melancholien mit einer Heilungsrate von über 50 % innerhalb von 18 Monaten nach Behandlungsbeginn. Dieser z. T. von den Somatikern ausgehende Optimismus, der auch zur Gründung der Anstaltspsychiatrie führte, war jedoch durch die dabei erzielten Erfolge in der Tat nicht zu vertreten. Dies gab den in Bezug auf die Heilungstendenzen eher pessimistischen Einstellungen einen gewissen Auftrieb, die sich u. a. im Aufkommen des Darwinismus und in der Degenerationslehre äußerten.
Die sogenannten Psychiker sahen dagegen Geisteskrankheiten als Erkrankung der körperlosen Seele an, also als Folge von Sünden. Therapiert wurde mit brutalen körperlichen Methoden, deren Zweck war, die Seele zu erschüttern. Übliche Maßnahmen in diesen Anstalten waren die körperliche Behandlung mit Ruten, Stöcken und Peitschen und Foltermethoden wie dem Drehstuhl (auf ihm wurde der Patient so lange gedreht, bis ihm Blut aus Mund und Nase lief oder er das Bewusstsein verlor), Schockkuren (z. B. Schneebad oder Sturzbad, d. h. Eintauchen in eiskaltes Wasser), Erzeugung körperlicher Erschöpfung (Zwangsstehen, Brechmittel, Abführmittel, Hungerkuren), Peitschung mit Nesseln oder die Einreibung der Kopfhaut mit Substanzen wie z. B. Brechweinstein, welche schmerzhafte eitrige Geschwüre hervorriefen. Auch Senfpflaster, Ameisen, Elektrizität und glühende Eisen kamen zum Einsatz.

### Gründung der ersten Anstalten
Christian August Fürchtegott Hayner (1775–1837) und Ernst Gottlob Pienitz (1777–1853) konzipierten die Idee einer reinen Pflegeanstalt für als unheilbar geltende Irren.
Der Narrenturm, errichtet 1784 in Wien, gilt als weltweit erste Psychiatrische Klinik. Er wurde bis 1866 mit Patienten belegt.
1796 gründete der Quäker William Tuke (1732–1822) in York eine private Irrenanstalt namens „The Retreat“. Das idyllisch gelegene Haus zeichnete sich durch seine ruhige Atmosphäre und den Verzicht auf Zwang und Gewalt aus. In Deutschland beklagte 1803 Johann Christian Reil die unwürdigen Zustände in Zucht- und Tollhäusern. Seine Reformvorschläge erinnern an das Konzept des „Retreat“. Reil begann ab 1799 seine Vorstellungen zu publizieren, in denen er eigentliche, somatisch fassbare Nervenerkrankungen und allein auf psychologischen Phänomenen beruhende „Geisteszerrüttungen“ unterschied. Seine Veröffentlichung aus dem Jahr 1803 wurde zum Teil als Beginn der deutschen Psychiatrie angesehen.
Auch der Eklektiker Ernst Horn trug am Anfang des 19. Jahrhunderts zum Aufschwung der Psychiatrie bei.
Als erste psychiatrische Heilanstalt in Deutschland (den Beginn der modernen „Irrenheilkunde im deutschen Sprachgebiet“ darstellend) gilt die von Johann Gottfried Langermann nach Plänen aus dem Jahr 1804 in Bayreuth vom „Tollhaus“ zur modernen „Irrenanstalt“ ab 1805 ausgebaute Einrichtung, deren Leiter Langermann 1805 wurde.
Auf die menschenverachtenden bzw. inhumanen Zustände in den psychiatrischen Anstalten, unter denen es als Wunder angesehen werden musste, wenn sich eine Besserung des Leidens einstellte, richteten sich Warnungen von Medizinern wie Albert Mathias Vering (1773–1829). Er hielt es noch 1821 für bedenklich, Geisteskranke in Irrenanstalten einzuweisen. Es habe für den Betroffenen verheerende Auswirkungen seine vertraute Umgebung zu verlassen und sich an einem Ort aufhalten zu müssen, der eher einer Strafanstalt als einer Heilanstalt gliche.
Der Philosoph Jakob Friedrich Fries betonte 1820 in seinem Handbuch der psychischen Anthropologie für die Psychiatrie die ärztliche Zuständigkeit, verwarf die ethisch-theologische Fundierung des Krankheitsbegriffs und war somit ein Vorläufer der für die Entwicklung psychiatrischer Anstalten wichtigen Somatiker. Damit war auch die Emanzipation der Psychiatrie zu einem eigenständigen medizinischen Fachgebiet eingeleitet, die sich zu dieser Zeit gegenüber anderen medizinischen Disziplinen und gegenüber den Geisteswissenschaften abzugrenzen begann.
Zunehmend kam es mit dem 19. Jahrhundert, ebenfalls von England ausgehend, zu sozialpsychiatrischen Bewegungen. Die No-restraint-Bewegung entstand, nachdem ein Patient in einer Zwangsjacke zu Tode kam. Sie setzte sich schnell durch: während 1830 noch 39 von insgesamt 92 Patienten gefesselt wurden, waren es 1837 nur noch 2 von 120 Patienten. Der Ansatz wurde von Robert Gardiner Hill (1811–1878) in England eingeführt. Diese „no-restraint“-Bewegung wurde entscheidend von John Conolly (1794–1866) gefördert.
Es wurde auch (im katholischen Süddeutschland – mit vielen Ausnahmen wie Würzburg – später als im protestantischen Norden) mit weiteren humaneren Behandlungsprinzipien experimentiert, zum Beispiel soziale Veranstaltungen und Betätigung in Handwerk und Landwirtschaft, zum Teil in den Häusern direkt angeschlossenen Höfen. In vielen Anstalten wurde eine tägliche Visite durch die Ärzte eingeführt.

### Pioniere der Anstaltspsychiatrie
- William Battie (1703–1776), englischer Arzt, der als einer der ersten Psychiater gilt.
- William Tuke (1732–1822), Vorreiter humaner Behandlung und Gründer des „Retreat“ in York.
- Franz Anton Mesmer (1734–1815), umstrittener Arzt, der trotz der unhaltbaren Theorie des Mesmerismus Erfolge erzielte und die moderne Psychotherapie methodisch voranbrachte.
- John Brown (1735–1788), Gründer des Brownianismus, der verschiedene Lebens- und Krankheitstheorien zu einem Gesamtkonzept verband.
- Philippe Pinel (1745–1826), französischer Arzt und Psychiater, der gewaltfreie Behandlung (das sog. „traitement moral“, gekennzeichnet durch Zuwendung, Milde und Geduld) durchsetzte und fortschrittliche psychiatrische Ausbildung förderte.
- Benjamin Rush (1746–1813), Autor des ersten amerikanischen Lehrbuchs, deswegen auch „Vater“ der US-Psychiatrie genannt, und Erfinder der Zwangsjacke.
- Anton Müller (1755–1827), von 1798 bis 1825 für die psychiatrischen Patienten zuständiger Oberarzt und „Hofmedicus“ am fürstbischöflichen Juliusspital in Würzburg,[37] der sich für die Einführung einer modernen psychiatrischen Behandlung und Unterbringung einsetzte. Unter anderem führte er eine gezielte Beschäftigungstherapie ein, forderte gesonderte Kammern für die Rekonvaleszenten und qualifiziertes Pflegepersonal.[38]
- Johann Christian Reil (1759–1813), Arzt und Professor aus Halle, der sich für humane Behandlung der „Irren“ einsetzte.
- Vincenzo Chiarugi (1759–1820), ein früher italienischer Psychiatrie-Reformer
- John Haslam (1764–1844), Apotheker am Bethlam-Hospital in London, der unter dem Titel „Illustrations of Madness“ die erste große Fallstudie einer Schizophrenie publizierte.
- Jean-Étienne Esquirol (1772–1840) Psychiater, Mitarbeiter und Schüler Pinels. Begründer der Monomanielehre, von der sich heute noch die Begriffe „Kleptomanie“ und „Pyromanie“ erhalten haben. Mitbegründer der beispielgebenden französischen Psychiatrie-Tradition.
- Karl Georg Neumann (1774–1850), Arzt an der Charité und früher Kritiker der somatischen Therapien.
- Gottlob Heinrich Bergmann (1781–1861), errichtete die Heil- und Pflegeanstalt Hildesheim.
- Peter Willers Jessen (1793–1875), Direktor des ersten Psychiatrischen Krankenhauses in Deutschland (Schleswig).
- John Conolly (1794–1866), einer der Begründer der „No restraint therapy“ (Behandlung in kleinen, humanen Instituten; Prinzip der offenen Tür, spezielle Ausbildung für die Betreuer).
- Joseph Guislain (1797–1860), Begründer der modernen Psychiatrie in Belgien, der dadurch psychisch Kranke von ihrem bisherigen Strafgefangenen-Dasein befreite.
- Christian Roller (1802–1878) war ein deutscher Psychiater. Er war Gründer und langjähriger Leiter der Heil- und Pflegeanstalt Illenau in Achern.
- Georg Ludwig (1826–1910), deutscher Psychiater. Initiator und erster Direktor der Landesirrenanstalt Heppenheim/Bergstraße, die ihrerzeit in der Fachwelt als „Vorbild für Deutschland“ galt. Gründer des Hilfsvereins für Geisteskranke in Hessen. Maßgeblicher Initiator des ersten Lehrstuhls für Psychiatrie in Hessen an der Universität Gießen.
- Ludwig Meyer (1827–1900) führte als einer der ersten das No-restraint-Prinzip an einem deutschen psychiatrischen Krankenhaus ein.

Bereits 1842 ging der Berliner Psychiater Wilhelm Griesinger wie andere zeitgenössische Mediziner davon aus, dass „Geisteskrankheiten Gehirnkrankheiten“ seien. Wie Wahle bezogen sie sich auf die neuesten physiologischen Forschungsergebnisse. Die Wirklichkeit der Psychiatrie war jedoch geprägt von traditionellen, geisteswissenschaftlichen Auffassungen, die einer naturwissenschaftlich fundierten Forschung entgegenstanden.

## Psychiatrie seit dem Ende des 19. Jahrhunderts

### Wissenschaftliche Psychiatrie bis 1945
Der Anfang einer wissenschaftlichen Psychiatrie wird häufig mit Philippe Pinel in Verbindung gebracht, da dessen plakative Leistung ja zunächst die Befreiung der „Irren“ von den Ketten in den französischen Revolutionszeiten gesehen wird. Geistesgeschichtlich wird die französische Revolution als Höhe- und Endpunkt der Aufklärung angesehen (des „Zeitalters der Vernunft“). Bis in diese Zeit hinein schienen psychische Störungen vorwiegend als Störungen der Verstandestätigkeit aufgefasst worden zu sein (Instrumentarien zur Beschreibung der Verstandesfunktionen wurden z. B. von John Locke und Bonnot de Condillac dargestellt). Mit Pinels Konzeption der „manie sans délire“ scheint ein Paradigmenwechsel eingeleitet worden zu sein: Man nahm staunend zur Kenntnis, dass es offenbar psychische Störungen gab, die die Verstandesfunktionen nicht oder nur am Rande beeinträchtigen. Pinels eher anekdotische Erwähnung der „manie sans délire“, führte über André Mattheys Konzept der „Pathomanie“ schließlich zur Entwicklung der Monomanielehre Esquirols, die aufgrund ihrer extremen konzeptionellen Unschärfe aber schon bis Ende des 19. Jahrhunderts auf massive Ablehnung stieß (deren Begriffe „Kleptomanie“ und „Pyromanie“ sich aber bis heute erhalten haben).
Die mit Pinels „manie sans délire“ eingeleitete Entwicklung bereitete aber den Boden für die Beschäftigung mit Störungen, die weniger ins Auge sprangen als die klassischen „Geisteskrankheiten“ (etwa Störungen, die in heutiger psychiatrischer Terminologie als affektive Störungen, neurotische Störungen [Zwänge, Phobien, etc.] und Persönlichkeitsstörungen bezeichnet werden) und die z. B. von Sigmund Freud in den Mittelpunkt der Betrachtung gestellt wurden. Wesentlich ist auch James Cowles Prichards Konzept der „moral insanity“ und Kochs „Die psychopathischen Minderwertigkeiten“ (1899), die letztlich maßgeblich zum Konzept der Persönlichkeitsstörungen beitrugen.
In der zweiten Hälfte des 19. Jahrhunderts hoffte man, bald psychische Krankheiten, insbesondere Symptomkomplexe der Psychosen, ursächlich auf anatomisch-pathologische Veränderungen im Gehirn zurückführen zu können (Vorläufer siehe Bayle). Gestützt wurde diese Hoffnung z. B. von der Entdeckung des Sprachzentrums (Broca-Zentrum) durch den Neurologen Paul Broca. Die Verbindung zu anderen medizinischen Disziplinen, vor allem der Neurologie, wurde stärker. Es kam auch zu einer zunehmenden Klinifizierung der Psychiatrie, d. h. Patienten wurden in Betten behandelt.
Gegen Ende des Jahrhunderts rückten „nervöse Störungen“ (Neurosen) in den Mittelpunkt der Aufmerksamkeit, wobei die Technik der Hypnose eine wichtige Rolle spielte. Anfang des 20. Jahrhunderts zeigte sich die deutsche Psychiatrie allerdings skeptisch bis ablehnend gegenüber solchen Ansätzen, besonders gegenüber der Psychoanalyse.
Zu diesen Skeptikern gehörte der Mediziner und Philosoph Richard Wahle. Er veröffentlichte 1931 seine „Grundlagen einer neuen Psychiatrie“. Im Unterschied zu Theorien, wie der Psychoanalyse, trat er für eine physiologische, aus seiner Sicht der einzigen richtigen wissenschaftlich fundierte Betrachtung psychiatrischer Leiden ein. Es gäbe, so Wahle, keine physiologischen Hinweise darauf, dass es im Gehirn „Charakteranlagen“ oder „Triebe“ gäbe. Auch die Auffassung, dass menschliche Gedanken ins Unbewusste verschoben werden, weil sie böse sind, lehnte er ab. Verdrängen passe nicht zur dauernden Aktivität des Gehirns. Seinen wissenschaftlicher Beitrag formulierte er auf der Basis neurowissenschaftlicher Kenntnisse seiner Zeit. Die Psychiatrie solle auf Grundlage seiner Untersuchungen und der aktuellen „Gehirnlehre“ entsprechende Forschungen unternehmen.
Zur Behandlung von im Ersten Weltkrieg traumatisierten Soldaten (Kriegszitterern) kamen Stromschläge zum Einsatz. Während des Kriegs zwischen 1915 und 1918 starben in psychiatrischen Anstalten etwa 70.000 Patienten, deren Tod durch Unterernährung nicht aktiv betrieben, oftmals aber auch nicht verhindert wurde, da zusätzlich zu der Knappheit und den unzureichenden Nahrungsmittelzuteilungen verschiedenerseits Überlegungen über den vermeintlichen Minderwert dieser Menschen und die Vertretbarkeit der von ihnen verursachten Kosten angestellt wurden. Zur Integration psychotherapeutischer Methoden in die Psychiatrie kam es erst in den folgenden Jahrzehnten. Die „Vernichtung lebensunwerten Lebens“ wurde erstmals von dem Psychiater Alfred Hoche 1920 propagiert. In anderen Ländern wurde mit somatischen Behandlungsmethoden experimentiert, z. B. Cardiazol-Schocktherapie (künstliches Hervorrufen epileptischer Anfälle durch toxische Substanzen), der Elektrokrampftherapie, die von Ugo Cerletti und Lucio Bini 1938 erstmals in Rom einsetzen, und der Psychochirurgie, zu der die präfrontale Lobotomie zählt, die Egas Moniz (er erhielt später dafür den Nobelpreis) und Almeida Lima in Portugal durchführten.
Zu Beginn des 20. Jahrhunderts wurde die klassische deutsche Psychiatrie richtungweisend. Ihre Hauptvertreter waren Emil Kraepelin (1856–1926), Karl Jaspers (1883–1969) und Kurt Schneider (1887–1967). Im Jahr 1933 wurde die Insulinschockbehandlung durch Manfred Sakel begründet. Im Lichte des aufkommenden Begriffs Erbkrankheit wurden viele psychische Erkrankungen als „erblich“ eingestuft. Zu Beginn der Zeit des Nationalsozialismus wurde die Zwangssterilisation mit dem Gesetz zur Verhütung erbkranken Nachwuchses legalisiert. Nach Ausbruch des Zweiten Weltkriegs (1939–1945) wurden ca. 100.000 psychisch Erkrankte in deutschen Anstalten im Rahmen der sogenannten „Aktion T4“ sowie der Kinder-„Euthanasie“ ermordet. Unter Beteiligung von Gesundheitsverwaltung, Ärzten und Pflegepersonal wurden mehr als 350.000 Menschen in deutschen Krankenhäusern zum großen Teil zwangssterilisiert; die Krankenmorde in der Zeit des Nationalsozialismus forderten über 200.000 Opfer. Nachdem diese Verbrechen jahrzehntelang verschwiegen wurden, liegen dazu inzwischen mehrere wissenschaftliche Untersuchungen vor.

### Psychiatrie nach 1945
Nach Kriegsende entwickelte sich die Psychiatrie in Deutschland langsam. In der Bundesrepublik Deutschland 1970 beschäftigte sich der Deutsche Ärztetag erstmals in seiner Geschichte mit der psychiatrischen Versorgung. In den folgenden zwei Jahren wurden Vereinigungen wie die Deutsche Gesellschaft für Soziale Psychiatrie (DGSP) und die Aktion Psychisch Kranke e. V. gegründet. In letzterer fanden sich Vertreter aller Interessensgruppen wieder, was vermutlich nicht unbedeutend dafür war, dass der Aktion Psychisch Kranke e. V. die Geschäftsführung der Psychiatrie-Enquête übertragen wurde, welche am 31. August 1971 konstituiert wurde. In der DDR wurden bereits 1963 die Rodewischer Thesen zur Abschaffung der Verwahrungspsychiatrie, zur sozialen Integration der Kranken in die Gesellschaft und den Aufbau ambulanter und teilstationärer Dienste verabschiedet. Diese wurden zunächst allerdings nur in wenigen Regionen durchgesetzt.
Die Psychiatrie-Enquête, rund 200 Experten aus allen Bereichen der Psychiatrie, beschäftigte sich bis 1979 mit der Situation der Psychiatrie in der Bundesrepublik.
Sie veröffentlichte im September 1975 einen 430 DIN-A4-Seiten umfassenden Bericht über die Lage der Psychiatrie in der Bundesrepublik Deutschland. Dieser beklagte Brutalität in psychiatrischen Krankenhäusern und einen eklatanten Mangel an ambulanten Versorgungsmöglichkeiten und ergänzenden Behandlungsformen, z. B. der Kunsttherapie. Insgesamt seien über 70 Prozent der Patienten gegen ihren Willen behandelt worden. Dies führte in Folge zu einer Reihe von Reformen.
Fortschritte gab es auch bei den somatischen Ansätzen: die Entwicklung von Psychopharmaka ab 1952 ermöglichte die Beeinflussung seelischer Vorgänge durch Medikamente. Mit der in diesem Jahr erfolgten Entdeckung des Chlorpromazins als Antipsychotikum wird der Beginn der modernen Pharmakopsychiatrie gleichgesetzt. Dieser eindeutige wissenschaftliche Fortschritt wird jedoch von den durch ärztliche Verordnung von Psychopharmaka Betroffenen vielfach als zwiespältig empfunden, da z. T. erhebliche Nebenwirkungen mit irreversiblen Folgeschäden (z. B. Spätdyskinesien) in Kauf genommen werden müssen. Andererseits muss das allgemein beobachtete Phänomen der Medikalisierung besonders in der Psychiatrie als antitherapeutisch angesehen werden, da die technisch einfach handhabbare Verordnung von Medikamenten sich scheinbar als die Methode der Wahl anbietet (Gegensatz von Pragmatismus und Selbstreflexion – oder „Sind wir der Perfektion unserer Produkte gewachsen?“). Die Entwicklung der Psychotherapien führte zu besseren Heilungs- bzw. Rehabilitationsmöglichkeiten, wobei in Ost- und Westdeutschland auf verschiedene Psychotherapieverfahren gesetzt wurde. Die Wirksamkeitsforschung der Psychotherapien nimmt bis heute einen breiten Raum ein. 1992 wurde aus dem Psychiatrie-Facharzt die neue Facharztbezeichnung „Psychiatrie und Psychotherapie“.
Im Bereich der psychiatrischen Klassifikation wurde durch die Internationale statistische Klassifikation der Krankheiten und verwandter Gesundheitsprobleme und das Diagnostic and Statistical Manual of Mental Disorders eine einheitliche Diagnostik angestrebt, an deren neuentwickelten Versionen auch einzelne deutsche Forscher beteiligt waren und sind.

### Wegbereiter der wissenschaftlichen Psychiatrie
Emil Kraepelin klassifizierte 1899 psychische Erkrankungen nach Verlauf und Prognose und kam so ab 1901 zur systematischen Abgrenzung des manisch-depressiven Irreseins (affektive Störungen) von der Dementia praecox (Gruppe der Schizophrenien). Er schuf damit die Grundlage der bis heute gültigen psychiatrischen Systematik. Sigmund Freud (1856–1939) erklärte erstmals hysterische Zustände als Folge traumatischer Erlebnisse oder Unterdrückung von Trieb-Phantasien. Er wurde Begründer der eigenständigen Fachrichtung Psychoanalyse.
Weitere Wegbereiter in der historischen Entwicklung waren Johann Christian Reil (1759–1813), der als Begründer der modernen Psychiatrie gilt und 1808 erstmals den Begriff „Psychiatrie“ verwendete. Für die Akademisierung ist Johann Christian August Heinroth (1773–1843) zu nennen, der ab 1811 als erster Professor in Leipzig einen abendländischen Universitätslehrstuhls für ein seelenheilkundliches Fach innehatte.
Im Hinblick auf die Auseinandersetzung über Ursachen der Geisteskrankheiten und ihre Verortung innerhalb des medizinischen Denkens ist Bénédict Augustin Morel (1809–1873) zu nennen, der die Lehre vertrat, dass Geisteskrankheit eine degenerative Variante des Normaltyps darstelle, die bei jeder neuen Generation deutlicher hervortrete und zum Aussterben der Spezies führe. Wilhelm Griesinger (1817–1868), der als Professor für Psychiatrie an der Charité ab 1865 wirkte, fasste psychische Erkrankungen als Erkrankungen des Gehirns auf und begründete damit eine Forschungsrichtung, die eine bedeutende Rolle in der deutschsprachigen psychopathologischen Forschung einnahm.
Besondere Bedeutung erlangte auch der Pariser Neurologe Jean-Martin Charcot (1825–1893), der mit seinen Forschungen zur Hysterie die Lehren von Sigmund Freud beeinflusste.
Die Beschreibung und Benennung einzelner Erkrankungen, Störungen oder Symptomen, differenzierte den Blick und setzte Forschungen in Gang. Karl Ludwig Kahlbaum (1828–1899) beschrieb als erster den Zustand der Katatonie. Der New Yorker Arzt George Miller Beard (1839–1883) prägte den auch von Freud übernommenen und inzwischen eher selten gebrauchten Begriff der Neurasthenie. Eugen Bleuler (1857–1939) gilt als derjenige, der zu Beginn des 20. Jahrhunderts (unter Mitwirkung von Carl Gustav Jung und Hans Wolfgang Maier) den Begriff „Schizophrenie“ in der psychiatrischen Nomenklatur prägte. Paul Julius Möbius (1853–1907) führte den Begriff ‚endogen‘ für eigenständig sich entwickelnde Psychosen ein, der bis zur ICD-10-Klassifikation (1991) Gültigkeit hatte. Durch Julius Wagner-Jauregg konnten die psychiatrischen Symptome der Neurolues als Spätfolge der Syphilis differenziert und erfolgreich behandelt werden. Ernst Kretschmer (1888–1964) prägte die psychiatrische Debatte mit der Aufstellung einer typisierenden Konstitutionslehre, die auch Einfluss auf die Rassenlehre der Nationalsozialismus nahm.
Als eine der neueren Behandlungsmethoden, die als erste den psychischen Aspekt betonte, experimentierten mehrere Psychiater mit der Hypnose, die in diesem Kontext als Vorläufer moderner Psychotherapien angesehen werden kann. Im Fokus standen dabei vor allem die Symptome der Hysterie. So versuchte parallel zu Freud und Josef Breuer (1842–1925), auch Hippolyte-Marie Bernheim (1840–1919) hysterische Symptome durch Hypnose zu beeinflussen. In der Schweiz verhalf Auguste Forel (1848–1931) gegen den Widerstand der zeitgenössischen Ärzteschaft der Hypnose zur Anerkennung als Therapie. Otto Binswanger (1852–1929) lieferte zur gleichen Zeit grundlegende Studien zum Verständnis der zur Hysterie.
Als Leiter der Wiener Universitätspsychiatrie und Herausgeber psychiatrischer Fachpublikationen nahm Theodor Meynert (1833–1892) Einfluss auf die nachfolgende Generation der Psychiatern. Für einzelne Entdeckungen stehen Carl Wernicke (1848–1905), nach dem das Wernicke-Zentrum benannt ist, während andere die theoretischen Debatten prägten und damit zum Wegbereiter bestimmter Therapiekonzepte wurden, wie Iwan Petrowitsch Pawlow (1849–1936) für die Verhaltenstherapie, Johannes Heinrich Schultz (1884–1970) als Entwickler des Autogenen Trainings, Richard Wahle (1857–1935), der für eine physiologische Begründung der Psychiatrie steht oder Pierre Janet (1859–1947) als Wegbereiter der modernen Psychotherapie.
Auf der Metaebene sind für die philosophische und wissenschaftstheoretische Debatte Karl Jaspers (1883–1969) und Arthur Kronfeld (1886–1941) von Bedeutung.

## Museen
Siehe auch: Kategorie:Psychiatriemuseum
In Deutschland und vielen anderen Ländern gibt es zahlreiche Museen und Dauerausstellungen zum Thema Psychiatrie. Meist stellen sie deren historische Entwicklung, die wechselnden Therapien, Medikamente und Geräte, die rechtlichen und politischen Grundlagen sowie einzelne Persönlichkeiten des Faches dar. Vor allem die deutschen Museen gehen oft auch auf die Zeit des Nationalsozialismus ein; häufig gibt es dazu Gedenkorte und Erinnerungsstätten. Fast immer liegen diese Museen auf dem Gelände der oft schon sehr lange bestehenden Kliniken.

### Ältere Literatur
- Erwin Heinz Ackerknecht: Kurze Geschichte der Psychiatrie. Stuttgart 1957; 2., verbesserte Auflage ebenda 1967, ISBN 3-432-80043-6.
- Franz Gabriel Alexander, Sheldon T. Selesnick: Geschichte der Psychiatrie. Konstanz 1969.
- Rolf Baer: Die psychiatrische Systematik um 1800 und ihre Überwindung. Köln 1983 (= Das ärztliche Gespräch. Band 3).
- Karl Birnbaum: Geschichte der psychiatrischen Wissenschaft. In: Oswald Bumke (Hrsg.): Handbuch der Geisteskrankheiten. 11 Bände. Berlin 1928–1932, Band 1, S. 11–49.
- Dirk Blasius: Der verwaltete Wahnsinn. Eine Sozialgeschichte des Irrenhauses. Fischer TB, Frankfurt am Main 1980, ISBN 3-596-26726-9.
- Eugen Bleuler, J. Dorner, M. Fischer, K. Hasse, J. Kläsi, H. W. Maier, J. Raecke, K. Schneider, R. Schneider, H. Schwabe, M. Thumm, F. Wendenburg, K. Wilmanns: Die Offene Fürsorge in der Psychiatrie und ihren Grenzgebieten: Ein Ratgeber für Ärzte, Sozialhygieniker, Nationalökonomen, Verwaltungsbeamte, sowie Organe der Öffentlichen und Privaten Fürsorge. Digitalisierungsprojekt Springer Book Archives. Heidelberg 2013.
- Gundolf Keil, Gerhardt Nissen (Hrsg.): Psychiatrie auf dem Wege zur Wissenschaft. Psychiatrie-historisches Symposium anläßlich des 90. Jahrestages der Eröffnung der „Psychiatrischen Klinik der Königlichen Universität Würzburg“. Thieme, Stuttgart / New York 1985.
- Gundolf Keil: Weme daz herze von leids wegen wê tuot – Psychiatrisches in altdeutschen Rezepten. In: Hans-Jürgen Friese, Götz-Erik Trott (Hrsg.): Depression in Kindheit und Jugend. [Festschrift Gerhardt Nissen]. Huber, Bern/Stuttgart/Toronto 1988, ISBN 3-456-81731-2, S. 11–21.
- Theodor Kirchhoff (Hrsg.): Deutsche Irrenärzte. Einzelbilder ihres Lebens und Wirkens. Hrsg. mit Unterstützung der Deutschen Forschungsanstalt für Psychiatrie in München sowie zahlreicher Mitarbeiter. 2 Bände. Springer, Berlin 1921–1924.
- Karl Kleist: Die gegenwärtigen Strömungen in der Psychiatrie. Walter de Gruyter & Co., Berlin 1925.
- Kurt Kolle (Hrsg.): Große Nervenärzte. 3 Bände. Thieme, Stuttgart 1956–1963; 2. Auflage ebenda 1970.
- Emil Kraepelin: Ein Jahrhundert Psychiatrie. Ein Beitrag zur Geschichte menschlicher Gesittung. Berlin 1918.
- Heinrich Laehr: Zur Geschichte der Psychiatrie in der 2. Hälfte des vorigen Jahrhunderts. In: Allgemeine Zeitschrift für Psychiatrie und psychiatrisch-gerichtliche Medizin. Band 44, Heft 4, 1888, S. 294–310.
- Heinrich Laehr: Gedenktage der Psychiatrie und ihrer Hilfsdisziplinen in allen Ländern. 4., vermehrte und umgearbeitete Auflage. Walter de Gruyter & Co., Berlin 1893.
- Heinrich Laehr (Hrsg.): Die Literatur der Psychiatrie, Neurologie und Psychologie von 1459 bis 1799. 3 Bände. Walter de Gruyter & Co., Berlin 1900.
- Werner Leibbrand, Annemarie Wettley: Der Wahnsinn. Geschichte der abendländischen Psychopathologie. Verlag Karl Alber, Freiburg / München 1961 (Orbis academicus Band II/12), ISBN 3-495-44127-1.
- Annemarie Leibbrand-Wettley: Die Stellung des Geisteskranken in der Gesellschaft des 19. Jahrhunderts. In: Walter Artelt, Walter Rüegg (Hrsg.): Studien zur Medizingeschichte des neunzehnten Jahrhunderts, Band I: Der Arzt und der Kranke in der Gesellschaft des 19. Jahrhunderts. Stuttgart 1967, S. 50–69.
- Bernhard Pauleikhoff: Das Menschenbild im Wandel der Zeit. Ideengeschichte der Psychiatrie und der Klinischen Psychologie. 7 Bände. Pressler, Hürtgenwald 1983–1992.
- Pierre Pichot: Ein Jahrhundert Psychiatrie. Paris 1983.
- Giuseppe Roccatagliata: A History of Ancient Psychiatry. New York 1986.

### Aktuellere Literatur (seit 1991)
- Matthias C. Angermeyer, Holger Steinberg: 200 Jahre Psychiatrie an der Universität Leipzig. Personen und Konzepte. Springer, Heidelberg 2005, ISBN 3-540-25075-1.
- Dirk Blasius: Einfache Seelenstörung. Geschichte der deutschen Psychiatrie 1800–1945. Fischer TB, Frankfurt am Main 1994, ISBN 3-596-11738-0.
- Cornelia Brink: Grenzen der Anstalt. Psychiatrie und Gesellschaft in Deutschland 1860–1980. Wallstein, Göttingen 2010, ISBN 978-3-8353-0623-3.
- Burkhart Brückner: Geschichte der Psychiatrie. 2. Auflage. Psychiatrie-Verlag, Köln 2014, ISBN 978-3-88414-494-7; überarbeitete und erweiterte Neuauflage als Kurze Geschichte der Psychiatrie. Utb / Psychiatrie-Verlag, Köln 2023, ISBN 978-3-8252-6053-8.
- Wolfgang U. Eckart: Geschichte der Medizin. 4. Auflage. Springer, Berlin 2001, ISBN 3-540-67405-5.
- Klaus Dörner: Bürger und Irre. Zur Sozialgeschichte und Wissenschaftssoziologie der Psychiatrie. Erstauflage 1969. Neue Auflage. Frankfurt am Main 1995, ISBN 3-434-46227-9.
- Klaus Dörner: Psychiatrie und soziale Frage. Plädoyer für eine erweiterte Psychiatrie-Geschichtsschreibung. In: Norbert Frei (Hrsg.): Medizin und Gesundheitspolitik in der NS-Zeit. R. Oldenbourg Verlag, München 1991 (= Schriften der Vierteljahrshefte für Zeitgeschichte. Sondernummer), ISBN 3-486-64534-X, S. 287–294.
- Magdalena Frühinsfeld: Anton Müller. Erster Irrenarzt am Juliusspital zu Würzburg: Leben und Werk. Kurzer Abriß der Geschichte der Psychiatrie bis Anton Müller. Medizinische Dissertation Würzburg 1991, S. 9–80 (Kurzer Abriß der Geschichte der Psychiatrie) und 81–96 (Geschichte der Psychiatrie in Würzburg bis Anton Müller).
- Dietrich Geyer: Trübsinn und Raserei. Die Anfänge der Psychiatrie in Deutschland. Beck, München 2014, ISBN 978-3-406-66790-9.
- Gundolf Keil, Gerhardt Nissen (Hrsg.): Psychiatrie auf dem Wege zur Wissenschaft. Psychiatrie-historisches Symposium anläßlich des 90. Jahrestages der Eröffnung der „Psychiatrischen Klinik der Königlichen Universität Würzburg“. Stuttgart / New York 1985.
- Michaela Ralser: Das Subjekt der Normalität. Das Wissensarchiv der Psychiatrie: Kulturen der Krankheit um 1900. Fink, München 2010, ISBN 978-3-7705-4980-1.
- Heinz Schott, Rainer Tölle: Geschichte der Psychiatrie. Krankheitslehren, Irrwege, Behandlungsformen. Beck, München 2005, ISBN 3-406-53555-0.
- Edward Shorter: Geschichte der Psychiatrie. Fest, Berlin 1999, ISBN 3-8286-0045-X.[56]
- Jacques Vié, Henri Baruk: Geschichte der Psychiatrie. In: Illustrierte Geschichte der Medizin. Deutsche Bearbeitung hrsg. von Richard Toellner u. a., Sonderauflage in 6 Bänden. Salzburg 1986, Band 4, S. 1944–1985.

### Spezielle Themen
- Alfred E. Angst: Die ersten psychiatrischen Zeitschriften in Deutschland. Medizinische Dissertation Würzburg 1975.
- Burkhart Brückner: Delirium und Wahn. Geschichte, Selbstzeugnisse und Theorien von der Antike bis 1900. Bd. 1: Vom Altertum bis zur Aufklärung. Pressler, Hürtgenwald 2007, ISBN 978-3-87646-099-4. Bd. 2: Das 19. Jahrhundert – Deutschland. Pressler, Hürtgenwald 2007, ISBN 978-3-87646-109-0.
- Françoise Castel, Robert Castel, Anne Lovell: Psychiatrisierung des Alltags. Produktion und Vermarktung der Psychowaren in den USA. Suhrkamp, Frankfurt am Main 1982.
- Heinz Faulstich. Hungersterben in der Psychiatrie. Mit einer Topographie der NS-Psychiatrie. Lambertus, Freiburg 1998. ISBN 3-7841-0987-X Inhalt
- Esther Fischer-Homberger: Hypochondrie. Melancholie bis Neurose: Krankheiten und Zustandsbilder. Huber, Bern 1970.
- Esther Fischer-Homberger: Die traumatische Neurose. Vom somatischen zum sozialen Leiden. Huber, Bern 1975, ISBN 3-456-80123-8; Psychosozial, Gießen 2004, ISBN 3-89806-275-9.
- Michel Foucault: Wahnsinn und Gesellschaft. Eine Geschichte des Wahns im Zeitalter der Vernunft. Suhrkamp, Frankfurt am Main 1989, ISBN 3-518-27639-5.
- Norbert Frei (Hrsg.): Medizin und Gesundheitspolitik in der NS-Zeit. R. Oldenbourg, München 1991 (= Schriften der Vierteljahrshefte für Zeitgeschichte. Sondernummer), ISBN 3-486-64534-X, hier: S. 191–331: Psychiatrie und „Euthanasie“. Mit Beiträgen unter anderem von Achim Thom, Bernd Walter, Dirk Blasius und Thorsten Sueße.
- Johan Ludvig Heiberg: Geisteskrankheiten im klassischen Altertum. Walter de Gruyter & Co., Berlin 1927 (= Sonderabdruck aus Allgemeine Zeitschrift für Psychiatrie. Band 86).
- Gerhardt Nissen, unter Mitarbeit von Francisco Alonso-Fernandez: (Hrsg.): Somatogene Psychosyndrome und ihre Therapie im Kindes- und Jugendalter. Medizinhistorische, neurologische, neurophysiologische, neuropsychologische, psychologische, neurochirurgische, endokrinologische, psychiatrische, prognostische und therapeutische Aspekte. Bern 1990.
- Frank Hall: Psychopharmaka – ihre Entwicklung und klinische Erprobung: zur Geschichte der deutschen Pharmakopsychiatrie von 1844–1952. Kovac, Hamburg 1997.
- David Healy: The Antidepressant Era. 3. Auflage. Harvard University Press, Cambridge 2000
- Maren Lorenz: Kriminelle Körper – Gestörte Gemüter. Die Normierung des Individuums in Gerichtsmedizin und Psychiatrie der Aufklärung. Hamburger Edition, Hamburg 1999, ISBN 3-930908-44-1.
- Uwe Henrik Peters: Psychiatrie im Exil: Die Emigration der dynamischen Psychiatrie aus Deutschland 1933–1939. Kupka, Düsseldorf 1992, ISBN 3-926567-04-X.
- Peter Riedesser, Axel Verderber: Maschinengewehre hinter der Front. Zur Geschichte der deutschen Militärpsychiatrie. 2. Auflage. Mabuse-Verlag, Frankfurt am Main 2004, ISBN 3-935964-52-8.
- Hans Ludwig Siemen: Reform und Radikalisierung. Veränderungen der Psychiatrie in der Weltwirtschaftskrise. In: Norbert Frei (Hrsg.): Medizin und Gesundheitspolitik in der NS-Zeit. R. Oldenbourg Verlag, München 1991 (= Schriften der Vierteljahrshefte für Zeitgeschichte. Sondernummer), ISBN 3-486-64534-X, S. 191–200.
- Stefanie Westermann u. a. (Hrsg.): NS-„Euthanasie“ und Erinnerung. Vergangenheitsaufarbeitung – Gedenkformen – Betroffenenperspektiven. LIT-Verlag, Berlin 2011, ISBN 978-3-643-10608-7.